# Řekové
Řekové (řecky: Ἕλληνες, [ˈelines]) jsou indoevropský národ, který dnes obývá především Řecko, dále žijí jeho příslušníci na Kypru, v Albánii, Itálii a Egyptě a má přibližně 15 miliónů členů. V České republice je město s největším procentem řeckého obyvatelstva Krnov, kde žije přibližně tisíc Řeků.
Řekové jsou potomky antických Řeků, s malými příměsmi slovanských a jiných genů. Jejich jazykem je novořečtina. Věřící se většinou hlásí k pravoslaví (94,5 %), 1,5 % k islámu a všechna ostatní náboženství dohromady tvoří 1,2 %. Je rozšířeným omylem, že Řekové patří k řecké katolické církvi. Ta v Řecku fakticky neexistuje, neboť vznikla v 18. století na území Uherska (dnešní Polsko, Ukrajina, Slovensko, Maďarsko a Rumunsko).

## Řekové v minulosti

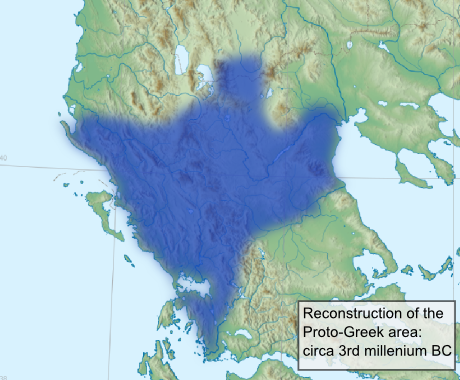
Rekonstrukce „proto-řecké oblasti“ ve 3. tisíciletí před naším letopočtem, provedená Vladimírem Georgievem

Řekové mají původ v starověkých řeckých kmenech Achájů, Dórů a Iónů, kteří se usadili v Řecku a Malé Asii. Ve starověku se Řekové tak také nazývali Achájové nebo Danaové, jak je doloženo již u Homéra. Danaové a Achájové (případně Argejští) jsou všichni Řekové, kteří bojovali u Tróje. Později se tato pojmenování vázala pouze k obyvatelstvu určité části Řecka. Později se pro Řeky ujalo dodnes platné etnonymum Hellénové. Homér tak označoval pouze malý kmen z Thessálie.
Pojmenování Řekové pochází z latinského Graeci, které prý bylo odvozeno od kmene Graiků, který sídlil v severozápadním Řecku. Ve staročeštině byli označováni jako Hřeci.
K Řekům se již od středověku hlásí také románští Arumuni (Valaši) v Thesálií, albanofonní Arvanité (vlastně Albanité) v některých oblastech v jižním Řecku a také zbytek slovanského obyvatelstva v severní části řecké Makedonie.[zdroj?] V době turecké nadvlády, byli Řekové vystaveni vlivu Turků a někteří Řekové přestoupili na islám, naopak Turkové si osvojili řeckou orientální kulturu. [zdroj?] Maloasijští a Pontští Řekové obývali až do řecko-turecké války roku 1923 také západní, jižní a severní pobřeží Malé Asie (Turecko), kde byli většinovým obyvatelstvem už od antiky, avšak v roce 1923 byli přesídleni do Řecka. Řekové žijí již od antických dob také v egyptské Alexandrii, jižní Itálii a na Sicílii.

## Zásluhy Řeků na evropské kultuře

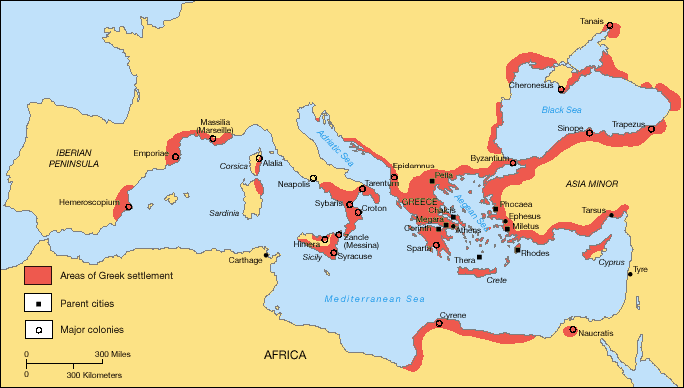
Starověké Řecko a jeho kolonie ve Středomoří

Řecko je často nazýváno kolébkou evropské kultury. Řekové jisté dovednosti a zvyky přejali například od Egypťanů či Féničanů, nicméně upravili je do podoby, kterou pak přejali Římané a která se pak rozšířila do celé Evropy. Dá se říci, že Řekové v podstatě vynalezli drama, komedie i tragédii. I řecké eposy, básně, báje a další literární díla jsou známá v celém světě. Řecké sochařství se vyznačovalo realističností a věrností, jaké nikdy předtím neexistovaly. V podstatě všechny pozdější evropské stavební styly, snad kromě gotiky a moderních směrů jako kubismu, vycházejí z řecké architektury. V řeckých poleis poprvé fungoval společenský systém, který lze nazývat demokracií (slovo demokracie je řeckého původu – démos znamená lid a kratos vládu).
Z moderního řeckého umění je znám například neorealistický film Řek Zorba.

## Osobnosti
V řeckých dějinách jsou tři období, která na sebe navazují jen málo a tvoří jakési samostatné bloky. Za Řeky lze považovat příslušníky starořecké civilizace. Druhou linii pak tvoří představitelé první církve a z těchto zárodků vzniklá Byzantská říše. Po jejím zániku bylo Řecko v područí Osmanské říše. V novověku pak vzniká moderní řecký národ, který se ústy svých obrozenců dovolává především starořeckého dědictví, na něž chce navazovat spíše než na Byzanc. Někdy se tato období rozlišují a hovoří se o Starořecích, Byzantincích a Novořecích, v širším slova smyslu lze však osobnosti ze všech těchto období označit za Řeky.
Ve starém Řecku vznikla filozofie. Nejvýznamnějšími filozofy byly Aristoteles, Platón, Sokratés, Hérakleitos, Epikúros, Díogenés ze Sinópé, Anaxagorás, Parmenidés, Zénón z Eleje, Empedoklés, Plótínos, Xenofanés, Prótagorás z Abdér, Zénón z Kitia, Antisthenés, Epiktétos, Gorgiás z Leontín, Aristippos z Kyrény či Pyrrhón z Élidy.
Zakladateli evropské exaktní vědy (ačkoli oni se tehdy necítili být ještě nijak odděleni od filozofů) jsou Archimédés, Eukleidés, Pythagoras, Démokritos, Hippokratés, Klaudios Ptolemaios, Thalés z Milétu, Galén, Eratosthenés z Kyrény, Anaximandros, Hipparchos, Hérón Alexandrijský, Leukippos z Milétu, Theofrastos, Diofantos, Aristarchos ze Samu, Apollónios z Pergy, Eudoxos z Knidu, Poseidónios nebo Archytas.
I oblast dnešních humanitních a sociálních věd má své otce zakladatele na Peloponésu, Hérodotos a Thúkydidés jsou otci dějepravy, v jejich stopách šel v římských časech Polybios. Díogenés Laertios sepsal první dějiny filozofie. Jedním z prvních teoretických ekonomů byl Xenofón.
K nejvýznamnějším starořeckým umělcům patřili básník a mýtograf Homér, básník Hésiodos, básnířka Sapfó, autoři tragédií Sofoklés a Eurípidés, autor komedií Aristofanés, bajkař Ezop či Lúkianos, který je někdy označován za zakladatele sci-fi. Nejvýznamnějšími sochaři byli Feidiás a Praxiteles.
K dodnes hojně připomínaným politikům starého Řecka patří Athéňané Periklés, Alkibiadés či Solón, jenž proslul jako tvůrce zákonů, Sparťan Leónidás I. či slavný řečník Démosthenés. Vojevůdce Pyrrhos vstoupil do známého úsloví Pyrrhovo vítězství. Soudobí Řekové považují za Řeka i legendárního vojevůdce Makedonské říše Alexandra Velikého (viz anketa Největší Řek).
Nejznámějším starořeckým cestovatelem byl Pýtheás z Massalie.
Na rozhraní epoch stála Hypatia z Alexandrie, filozofka a matematička hájící pohanství před stále více dominujícím křesťanstvím, jež byla ubita křesťanským davem. Někdy je nazývána posledním Helénem.

Řekové ve světě

Řekové stáli u samých kořenů křesťanství jakožto organizovaného náboženství. Za Řeka je považován již Evangelista Lukáš. Řekové byli také někteří z prvních papežů – Hyginus, Telesforus, Eleutherus ad. Intelektuálními oporami řecko-římské, posléze východořímské či byzantské civilizace byli Atanáš, Basileios Veliký, Řehoř z Nazianzu, Jan Zlatoústý, Řehoř z Nyssy, Kléméns Alexandrijský, Cassiodorus, Jan Malalas, Jan z Damašku, Konstantin VII. Porfyrogennetos, i české dějiny silně ovlivňující Cyril a Metoděj, Prokopios z Kaisareie, Michael Psellos, Gregorios Palamas, Niketas Choniates, Ioannes Zonaras, Georgios Gemistos Pléthón, Georgios Pachyméres, Georgios Akropolites a Basilius Bessarion, který musel z Konstantinopole prchat před Turky. Ač Byzanc odvrhla velkou část antického dědictví, čímž se patrně ochudila, rozvinutá byla architektura, nejvýznamnějšími architekty byli Anthémios z Trallu a Isidor z Milétu, stavitelé chrámu Hagia Sofia. Na území Osmanské říše se v té době prosadil geograf Yaqut al-Hamawi ar-Rumi, rovněž původem Řek.
Po pádu Byzance bylo nadlouho nejasné, zda lze někoho označovat pojmem Řek. Řekové zhusta přijímali islám, aby si ulevili od daní, které na nemuslimy Turci uvalovali. Jednou z enkláv, kde se udržela linie řecké kultury, byla Kréta. Právě zde působil v 16. století malíř El Greco (vlastním jménem Dominikos Theotokopulos), který se nakonec prosadil hlavně ve Španělsku, a je považován nejen za největšího řeckého malíře, ale je možná i nejslavnějším moderním (tedy neantickým a nebyzantským) Řekem vůbec. Osmané však nakonec dobyli i Krétu.
Až v 18. a 19. století se zdvihla nová vlna národního sebeuvědomění a odporu vůči Osmanské říši. Zrodil se moderní řecký národ. Klíčovými postavami tohoto národního obrozovacího procesu byli Joannis Kapodistrias, Adamantios Korais, Rigas Feraios, Theodoros Kolokotronis a Konstantinos Kanaris. Eleftherios Venizelos byl později tvůrcem moderního řeckého státu.
Jedním z nejvýznamnějších vědců byl matematik Constantin Carathéodory či astronom Eugène Michel Antoniadi. Oba působili většinu života ve Francii. V USA dosáhl věhlasu, díky svému PAP testu, lékař Georgios Papanikolaou.
Nejznámějším novořeckým filozofem je patrně Cornelius Castoriadis.
Jedním z nejvýznamnějších řeckých spisovatelů se stal, mj. i díky šťastným filmovým adaptacím svých děl (zejm. Řek Zorba), Nikos Kazantzakis. Básník Jorgos Seferis získal roku 1963 Nobelovu cenu, Odysseas Elytis roku 1979. Významným básníkem 19. století byl Konstantinos Kavafis, Dionysios Solomos či Kostis Palamas, autor textu olympijské hymny. Ve 20. století pak Janis Ritsos či Angelos Sikelianos. S francouzským kulturním prostorem splynul básník Jean Moréas. Z prozaiků se prosadil například Alexandros Papadiamantis.
Mezi skladateli vážné hudby prosluli avantgardní tvůrce Iannis Xenakis a Mikis Theodorakis, autor hudby k filmu Řek Zorba. Z interpretů si celosvětovou slávu vydobyla sopranistka Maria Callasová. V jejích stopách šla Agnes Baltsaová. V populární hudbě se prosadili Nana Mouskouri, Demis Roussos, Melina Mercouri a skladatel elektronické hudby Vangelis. V posledních letech pak Sakis Rouvas.
Nejoceňovanějšími řeckými filmovými režiséry jsou Theo Angelopoulos a Costa-Gavras, který emigroval do Francie. V Hollywoodu se akčními trháky prosadil George Pan Cosmatos.
Aristoteles Onassis se proslavil nejen jako rejdař a miliardář, ale také jako partner dvou slavných žen, Marie Callasové a vdovy po americkém prezidentovi Jacqueline Kennedyové. Americký veřejný prostor dnes velmi ovlivňuje Arianna Huffingtonová.
Slavnými basketbalisty byli Nikos Galis či Theodoros Papaloukas. Úspěšná je řecká vzpěračská škola, vzpěrači Pyrros Dimas a Akakios Kakiasvilis mají tři zlaté olympijské medaile.
Demetrius Vikelas byl prvním předsedou Mezinárodního olympijského výboru.